# Амстердам (корабль)
Амстердам — трёхмачтовое торговое судно Голландской Ост-Индской компании. Было спущено на воду в 1748 году. Первый рейс должен был пройти по маршруту из Текселя в порт Батавия (ныне Джакарта). Затонуло во время шторма в проливе Ла-Манш 26 января 1749 года. C 1985 по 1991 год осуществлялась постройка реплики судна, которая сегодня является частью экспозиции Музея судоходства в Амстердаме.

## История

### Постройка
В 1747 году Вильгельм IV Оранский стал штатгальтером Республики Соединенных провинций и, по совместительству, — директором Голландской Ост-Индской компании. Для увеличения потока грузов из колонии в Европу было принято решение о постройке дополнительных судов, одним из которых стал «Амстердам». Оно было построено на судоверфи в Амстердаме. Подготовка и первый рейс были назначены на ноябрь 1748 года. При укомплектовании судна людьми возникла проблема, поскольку высокий спрос на матросов для торговых судов Компании привел к тому, что возник дефицит квалифицированных кадров для осуществления навигации. В это время лица, которые занимались поиском и подбором моряков, начинают комплектовать суда людьми, которые не имели опыта либо же и вовсе не обладали мореходными навыками. Несмотря на это, 15 ноября 1748 года судно было укомплектовано и вышло из порта на острове Тексель по направлению к порту Батавия. Экипаж состоял из 203 членов команды под руководством капитана Виллема Клюмпа (нидерл. Willem Klump), 127 солдат (для пополнения гарнизона в Кейптауне и Батавии), а также пять пассажиров. Груз состоял из разнообразных товаров для колоний и 28 сундуков серебра, которые предназначались для закупки товаров и выплаты жалованья администрации колонии. Однако, ухудшившаяся погода вынудила капитана вернуть судно в порт. Вторая попытка была предпринята 21 ноября 1748 года, однако из-за шторма ситуация повторилась, и «Амстердам» встал на длительную якорную стоянку. Лишь 8 января 1749 года, невзирая на шторм — судно покинуло порт Тексель и направилось в порт Батавию.

### Крушение

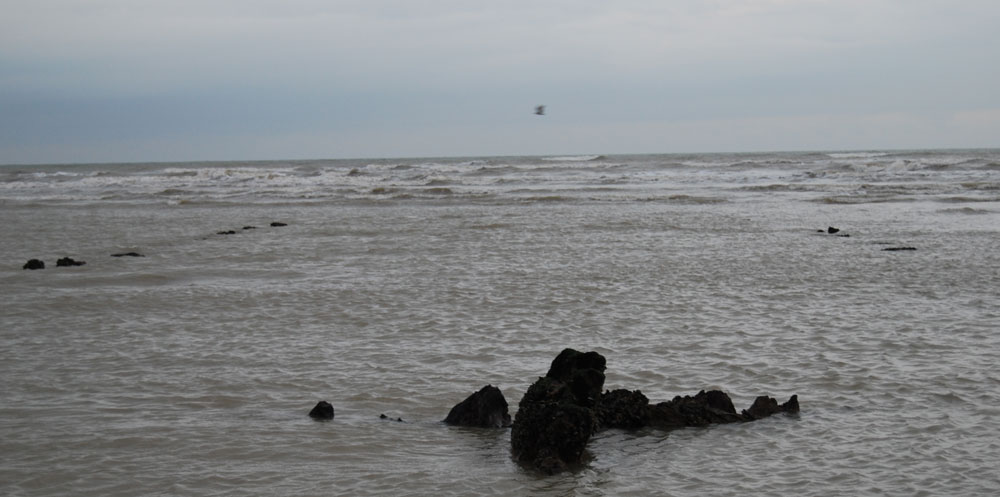
Место крушения судна «Амстердам»

Спустя две недели после выхода из Текселя «Амстердам» достиг пролива Ла-Манш, сражаясь со штормом и сильным западным ветром. Эти неблагоприятные условия вынудили капитана Клюмпа увести судно в район мыса Бичи-Хед близ Истборна. Задев отмель, «Амстердам» получил повреждение рулевого устройства и стал практически неуправляемым. Через некоторое время корпус судна дал течь. Капитан принял решение посадить «Амстердам» на ближайшую видимую отмель, рассчитывая спасти людей и часть груза. На полных парусах судно село на мель, получив повреждение мачты и стеньги. Накатывавшие штормовые волны смывали с палубы людей и мешали спасательной операции. Английский берег был в пределах досягаемости и капитан отдал приказ об эвакуации. При этой попытке погибло 50 человек и ещё около 90 умерли уже на берегу из-за истощения и гипотермии. Чтобы сохранить остатки груза с судна капитан отдал приказ солдатам охранять его. «Амстердам» начал постепенно погружаться в песок и через два дня его спасение стало невозможным. К 4 февраля судно погрузился по грузовые люки, а к 11 февраля песок полностью заполнил трюмы. Уже 4 марта судно необратимо погрузилось в песок, а верхняя палуба полностью была залита водой. 11 марта 1749 года Голландская Ост-Индская компания официально признала судно «Амстердам» и его груз потерянными. Помимо компании, финансовые убытки понес и капитан судна. Поскольку товары из колоний продавались в Европе за колоссальные суммы денег, моряки и путешественники пытались все средства вложить в перевозку таких товаров. Виллем Клюмп взял в долг 12 тысяч гульденов на приобретение специй в Батавии. Эта сумма равнялась его жалованию за 14 лет непрерывной службы.